# Grazer Hochschulstudio
Das Grazer Hochschulstudio war von 1946 bis 1950 ein Theaterensemble von Studenten in Graz.

## Geschichte
Das ‚Hochschulstudio' wurde nach dem Zweiten Weltkrieg in Graz von Studenten als Studententheater gegründet. Neben dem realen Hunger nach dem Krieg, bedingt durch die Knappheit der Lebensmittel, versuchten die Studenten im Alter zwischen 20 und 30 Jahren auch ihren geistigen Hunger zu stillen und an die freie Literatur anzuknüpfen, die vor dem Nationalsozialismus da war und in Antiquariaten oder Fetzenmärkten gekauft wurde.
Hellmuth Himmel, späterer Ordinarius der Universität Graz, Rudolf Kellermayr, späterer Direktor des Akademischen Gymnasiums in Graz, Willy Haring, späterer Oberregierungsrat im Kulturamt der Steiermärkischen Landesregierung und Ulrich Baumgartner, späterer Intendant der Wiener Festwochen, gründeten das ‚Hochschulstudio'.
1946 wurde programmatisch mit Georg Büchners Leonce und Lena begonnen. Gleichzeitig begann die Gruppe mit dem Studentenbrettl ein literarisches Kabarett im Mensasaal des Studentenhauses, wo Hellmuth Himmel und Emil Breisach, später steirischer Rundfunkintendant und Mitbegründer des Forum Stadtpark, die meisten Texte beitrugen. Im Herbst inszenierte Harald Kopp, späterer Leiter der ‚Tellerwäscher‘ und Direktor der 'Grazer Komödie' nach William Shakespeares Maß für Maß die damals noch gewagte Übersetzung von Hans Rothe Zweierlei Maß. Die Bühnenbilder schuf der Maler Franz Rogler. Um das Akademische zu betonen, wurde zwischen den Szenen aus der Schlegel-Tieckschen Übersetzung gelesen.
Bald trat die erste Krise ein. Fast alle standen als Heimkehrer aus dem Krieg vor ihren Abschlussprüfungen. Die vielen Proben raubten die Zeit für das Studium. Das Ensemble schrumpfte. Aber es ergab sich, dass studierende Schauspieler der Universität dazu kamen. Das ließ das ‚Hochschulstudio' mit der Zeit zu einem wirklichen Theater werden. Es führte aber auch zu Konflikten mit der Bühnengewerkschaft, obwohl das Geschäftliche und Organisatorische immer sekundär blieb. Man spielte wie bei den alten Wanderbühnen auf Teilung: alle Mitwirkenden bis zum Billeteur und zur Kassierin erhielten pro Abend zehn Schilling. Bei geringen Einnahmen gingen Alle leer aus.
Gespielt wurde in weiterer Folge Oscar Wildes selten gespieltes Fragment Eine florentinische Tragödie und Klabunds Lustspiel X Y Z. Jean-Paul Sartres Hinter geschlossenen Türen war das erste Werk der Moderne und die erste Aufführung eines Werkes von Sartre in Graz. Universitätsprofessor Konstantin Radaković, der wärmste Förderer des ‚Hochschulstudios' unter den akademischen Lehrern, hielt, wie auch später bei anderen Aufführungen noch oft, eine Einführungsrede. Die Aufführung von Hans Kaltnekers Drama Das Bergwerk war eine weitere Pionierarbeit, mit der das ‚Hochschulstudio' auch in Bruck an der Mur und in Kapfenberg gastierte. Dem folgte Émile Verhaerens Philipp II. mit der Gastinszenierung von Ludwig Andersen, dem späteren Schauspieldirektor, dann Rabindranath Tagores Chittra unter der Leitung von Karlheinz Böhm und auch eine Kindervorstellung mit Waldemar Bonsels Weihnachtsspiel.
Mit Erfolg produzierte das ‚Hochschulstudio' auch Uraufführungen österreichischer Autoren: von Emil Breisach Der Maler, von Alfred Mikesch Der Konnetabel, vom Musikforscher und späteren Gründer des Instituts für Wertungsforschung (jetzt: Institut für Musikästhetik) an der Grazer Musikakademie (jetzt: Universität für Musik und darstellende Kunst Graz) Harald Kaufmann Vittoria Colonna und mit besonderem Erfolg in einer Freilichtaufführung im Garten des Luschinschlössl am Rosenberg die Komödie Des Teufels Zeitvertreib von Hellmuth Himmel.
1948 im Rahmen der österreichischen Hochschulwochen wurde mit einer festlichen Aufführung im Meerscheinschlössl Pedro Calderón de la Barcas Das große Welttheater in der Übersetzung von Joseph von Eichendorff gespielt. Danach übergab Ulrich Baumgartner, der über zwei schwere aber erfolgreiche Jahre als Direktor, Regisseur und Schauspieler die Hauptlast getragen hatte, die Leitung an Heinz Gerstinger, späterer Chefdramaturg in Graz, Augsburg und Wien.
Nach Gastspielen des Welttheaters in Leoben und Seckau wurde in Graz Johann Wolfgang von Goethe Mahomet von Voltaire aufgeführt. Dann Avantgarde-Theater mit dem surrealen Stück Sankt Nikolaus von E. E. Cummings, wo Rudolf Lenz, der spätere Filmstar, erstmals auf der Bühne stand. Neue Brettl-Abende und Christian Dietrich Grabbes Scherz, Satire, Ironie und tiefere Bedeutung in einer Bearbeitung von Gerstinger in modernen Kostüme in die Gegenwart versetzt, steigerte unerwartet die Beliebtheit des ‚Hochschulstudios'. Mit dem Dramolett Das tägliche Leben von Rainer Maria Rilke, dem Lyrikliebling der Nachkriegsjugend, wurde Rilke als Dramatiker vorgestellt. Diese Aufführung wurde vom Grazer Rundfunk übertragen. Mit Der Brückengeist von Julius Maria Becker wurde ein vergessener Expressionist neuerlich bekannt gemacht. Mit Fjodor Michailowitsch Dostojewskis Hellen Nächten, dramatisiert von Jörg Liebenfels, dem jüngsten Mitglied des ‚Hochschulstudios', später führendes Mitglied des Deutschen Theaters in Göttingen, gelang eine weitere, erfolgreiche Uraufführung. Ein Dämonischer Abend mit Werken von Hugo von Hofmannsthal, Maurice Maeterlinck und Franz Kafka war theaterhistorisch bedeutend, weil mit dem Fragment Der Gruftwächter, der einzigen dramatischen Arbeit von Kafka, erstmals ein Werk von Kafka zur Aufführung gebracht wurde. Das Bühnenbild dieses Abends entwarf der Maler Hans Fronius. Jahre später beanspruchte ein kleines Theater in Paris die Welturaufführung für sich. Das Hochschulstudio konnte nicht gegen diese Behauptung auftreten, weil es zu diesem Zeitpunkt nicht mehr bestand. 
Im Goethejahr 1949 war geplant, den Urgötz auf der damals noch halbverfallenen Schloßbergbühne aufzuführen. In brieflichen Auseinandersetzungen mit der Stadt Graz erwirkte der Rektor der Universität, Johann Fischl, die Erlaubnis, dass Studenten und Arbeiter der Universität unbezahlt die Schlossbergbühne als Freilichtbühne wiederherstellen ‚durften'. Walter Backes, ehemaliger Paradekomiker des ‚Hochschulstudios', nun Beamter im Außenministerium, späterer Botschafter in Athen, vermittelte in diesem Konflikt, sodass die Aufführung stattfinden konnte. Fritz Stöckl, späterer Fabrikdirektor in Wien, spielte den Götz, Fritz Kern den Weislingen. Die Statisterie waren englische Besatzungssoldaten. Hellmuth Himmel hat die schwierige Aufgabe des Inspizienten übernommen. Sechsmal konnte die Aufführung vor 800 Zuschauern wiederholt werden. Die Vorstellung wurde vom Wirt des Schloßbergrestaurants bekämpft. Er spielte in seinem Gastgarten  während der ganzen Vorstellung Musik. So musste Adelheid von Weislingen bei den Klängen eines Tangos sterben.
Im Herbst 1949 wurde dem ‚Hochschulstudio' angeblich aus hygienischen Gründen, die weitere Nutzung des Mensasaales verboten. Man übersiedelte in den Theatersaal der Schauspielschule Neuber-Gaudernack in der Bürgergasse. Deren Direktorin nahm das ‚Hochschulstudio' freundlich auf. Aber die typische Atmosphäre des ‚Hochschulstudios‘ konnte nicht mehr hergestellt werden. Als man Oskar Wildes Bunbury aufführte, wurde dem ‚Hochschulstudio' Konkurrenzkampf mit dem Grazer Stadttheater vorgeworfen. Letzter großer Erfolg war Georg Kaisers Das Floß der Medusa, das mit Ausnahme von zwei Erwachsenen, durchwegs von Kindern dargestellt wurde, während man sich zeitgleich in Wien nur mit jungen Schauspielern über das Stück wagte. Es folgte zu Ostern vor dem Mausoleum das Passionsspiel Die Mutter des Gestas. Als letzte Vorstellungen in der Theaterschule folgten George Bernard Shaws Der Schlachtenlenker, als Uraufführung das Schauspiel Die Flucht von Richard Trauner, noch ein Brettl und vor dem Meerscheinschlössl das Schauspiel Kirke von Gerstinger in der Kriegszeit geschrieben, mit dem unglücklichen Titel Menschen, Götter, Liebe. Gerstinger schrieb dazu: die Liebe der Menschen und Götter schien uns verlassen zu haben, wir hatten wenig Geld und keinen Nachwuchs, vor allem keine Nachfolger für die Führung, denn wir waren inzwischen zu alt geworden, noch ein Studententheater zu führen.